# Frédérick Bousquet
Frédérick Bousquet (8 de abril de 1981, Perpiñán) es un nadador francés especialista en las pruebas de velocidad de los estilos libre y mariposa. Hizo parte del relevo francés en los 4 x 100 m libre de los Juegos Olímpicos de Pekín, realizó su posta en 46,63 s; Francia terminó en la segunda posición con un tiempo de 3:08,32; nuevo récord europeo. Fue plusmarquista mundial en los 50 m libres con un tiempo de 20,94 s, logrados el 26 de abril de 2009 en el Campeonato Francés de Natación. Fue el primer nadador en bajar la marca de los 21s en los 50 m. Tiene una hija con la también nadadora Laure Manaudou.

## Biografía
Bousquet nadó para los Auburn Tigers entre 2001 y 2005. En 2005, su año último año de competición, ganó las 50 yardas libre en la NCAA co un tiempo récord de 18,74 s, superando los 19,05 s. de Tom Jager en 1990. Bousquet fue el primer nadador en bajar los 19 segundos en las 50 yardas libres, y los 21 en los 50 m libre. El 13 de febrero de 2010 superó sus 18,74 s. en el invitacional de Auburn, logrando un tiempo de 18,67 s.